# محمد الطوسي
أبو نهشل مُحمَّد بن حميد بن عبد الحميد الطَّائيُّ الطُّوسي (تُوفي في الخامِس والعُشْرُون مِن رَبيع الأوَّل 214 هـ / الخامِس مِن يُونيو 829 م) المعُروف اختصارًا مُحمَّد الطُّوسي. قائدٌ عسكريٌّ عبَّاسي، وأحد أهم قادة الخليفة العبَّاسي عَبدُ الله المأمُون. وُصف مُحَمد الطُّوسِي بأنه كان مُمدَّحًا جَوادًا وشخصية كريمة ومحبُوبة. استطاع الطُّوسي إخماد ثورة زُريق بن عَلِي، ثم توجَّه بحملةٍ جِهاديَّة ضد الثَّائر الفارسي بابك الخُرَّمِي في بِلاد أذْرُبَيْجان، إلا أنه قُتل أثناء حملته، وحزن عليه المأمُون ورثاهُ الشَّعراء.

## نشأته
ينتمي محمد بن حميد لقبيلة طيء العربيَّة، وهو من عرب خراسان نُسبةً لمدينته طوس. ينتمي الطُّوسي لعائلة من الشُّعراء والأدباء. لديه أخوين اسمهم مُحمَّد ويُعرفون بالكنية، وهما أبو نصر محمد، وأبو عبد الله محمد بن حميد.
كان والدهُ حُميد أحد القادة العسكريّين الذين يعملون تحت سُلطة الوالي الحَسَن بن سَهْل، وقد واجه حُمَيد تمرُّد من قادةٍ تحت سُلطته، حيث أرسلوا بالكُتُب إلى الحَسَن بن سَهْل بأن حُمَيد يسعى للدخول في طاعة إبراهيم بن المِهْدِي الثائر في بَغْدَاد، الأمر الذي جعل الحَسَن يستدعيه ويُواجهه في ذلك، حتى أنبأه حُمَيد أنهم خدعوه، حيث أنهم انتهبوا قصر ابن هبيرة حيث كان حُميدًا مُقيمًا به. كان لحُمَيد اليد الأكبر في مُواجهة ثورة إبراهيم بن المِهْدِي، وأجبرهُ على التخفَّي بعد أن تخلَّى عنهُ جُنده وأهالي بَغْدَاد لصالح الخليفةُ المأمُون. عبر حُمَيْد في عددٍ من المرات تمنيه القُرب من الخليفة المأمُون، وكثيرًا ما يقُول: «ما للمأمون عندي يدٌ، إنما الأيادي عندي لأبي محمد الحسن بن سهل» كنايةً عن نُفوذ الحَسَن بن سَهْل.

## إخماد ثورة زُرَيْق بن عَلِي
وجَّه الخليفة المأمُون القائد العسكري مُحَمَّد بنُ حَميد الطُّوسيّ إلى بابَك الخُرَّمي لمحاربته في سنة 211 هـ / 827 م، ولكنه أمره قبل أن يذهب إليه، أن يَعْرِج بطريقه على المَوْصِل ليُقاتل زُريق بن عليّ، بسبب قَتلِه لوالي المَوْصِل السيّد بن أنس الأزديّ، وكان المأمُون قد غَضِب لمقتَلِه، فسار الطُّوسيّ إلى المَوْصِل، ومعه جيشه وابن والي المَوْصِل المَقْتُول، مُحَمَّد بن السيَّد الأزديّ، وجمع ما فيها من الرّجال العَرَب من اليَمانيَّة ورُبَيعْة، وسار لحرب زريق، فبلغ الخبر إلى الأخير، فسار نحوهم، والتقوا في نَهْر الزَّاب، فراسله الطُّوسيّ يدعوه إلى الطاعة، فامتنع، فناجزه مُحَمَّد، واقتتلوا واشتد القتال، طلبًا للثأر بدم الأزديُّ، فانهزم زريق وأصحابه، ثم أرسل يطلب الأمان، فأمنه الطُّوسيّ، فنزل إليه، وسيَّرهُ إلى المأمُون.
وكتب المأمُون إلى مُحَمَّد الطُّوسيّ، يأمره بأخذ جميع مال زريق من قرى ورستاق، ومال، وغيره، فأخذ ذلك لنفسه، فجمع الطُّوسيّ أولاد زريق وأخوته، وأخبرهم بما أمر به المأمُون فأطاعوا لذلك فقال لهم: «إن أميرُ المُؤمِنين قد أمَرَني به، وقد قبلتُ ما حَباني مِنه، ورددته عليكم»، فشكروه على كَرَمِه وعَفوْه، واستخلَفَ على المَوْصِل مُحَمَّد بن السيَّد الأزديُّ، ثم انطلق نحو المُخالفين المُتغلِّبين على أذْرُبَيْجان، فأخذهم وقبض عليهم ومنهم يَعْلى بن مُرَّة وأصحابُه، وسيَّرهُم إلى الخليفة، وانطَلَق نحو المناطق الواقِعة تحت نُفوذ بابَك لِمُواجهة الخُرَّميَّة والقضاء عليهم.

## مُحاربة بابَك الخُرَّمِي
استغل بابَك ضِعف الخِلافَة العبَّاسيَّة وخُروج الثَّورات والاضطرابات على المأمُون في بداية حُكمه، فأعلن ثورتُه على الخِلافة سنة 201 هـ / 816 م، أي بعد ثلاثة أعوام على خِلافة المأمُون، فتحرَّك ثائرًا ومُنطلقًا من البَذ، وقيل من الجاويدانيَّة، و تحرك نحو جِبال أذرُبَيْجان وأرَّان. سَلك بابَك سياسة حكيمة في استقطاب الأتباع والمُناصرين، مثل الدهَّاقين والأمراء الفُرس، حيث سيطر على عددٍ من المناطق في الجِبال بين أذْرُبَيْجان وأرمِينيَّة، حتى امتد نُفوذه بين هَمَذان وأصْبَهان، وشمل انتشارهُم طَبَرسْتان، وجُرجان، وبِلاد الدَّيلم، بعد أن دخل في دعوته جماعة من أكراد الجبل، وقسمٌ كبير من الدَّيلم، وباتت ثورتُه تُمثل حركةً فارسيَّة صرفة ضد العَرَب. أباح بابَك القتل والنَّهب والسَّرِقة لأتباعِه ونكَّل بأعدائه، وقد استغلَّ بابَك طبيعة البِلاد الجبليَّة الحصينة، مما جعل أمر القضاء عليهِ صَعِبًا. وعلى الرُغم أن الخليفة المأمُون قد أرسل عددًا من الحملات العسكريَّة، أبرزها حملة القائد يحيى بن مُعاذ بن مُسلم في سنة 204 هـ / 819 م، وحملة عِيسى بن مُحمد بن أبي خالِد في سنة 207 هـ / 822 م، وحملة عليُّ بن صدقة، المعرُوف بزُريق، إلا أن بابَك استطاع أن يتغلَّب عليها جميعُها، فقويت شوكتُه.
وكان من بين الحملات المشهورة في زمن المأمُون، هي حملة القائد العبَّاسيُّ مُحمَّد بن حميد الطُّوسي إلى أذْرُبَيْجَان، وذلك بعد أن استخلف على المَوْصِل مُحَمَّد بن السيّد، حيث سلَكَ المضائق، وكان كُلَّما جاوَزَ مضيقًا، تركَ حُراسًا لِحفظ المكان، حتى نزل بهشتادسر، وحفر خُندُقًا، وشاور القادة العسكريُّون معه، فأشاروا عليه بالدُّخول مِن مكانٍ مُعيَّن، فقبِل رأيهم، وجهَّز الكَتائب، وجعل على القلب أبي سَعيد الطَّائيّ، وعلى المَيْمَنة السَّعديُّ بن أصرم، وعلى المَيْسَرة العبَّاس بن عبد الجَبَّار اليَقْطينيّ، وكان الطُّوسيّ واقفًا خلفَهُم، ويأمرهُم بسد الخَلل إن رآه، وكان بابَك الخُرَّميّ يُشرِف على أتباعه من قَلعَتِه على سفَحِ الجَبَل، وكان قد وزَّعهم تحت كُل صَخْرة، فلمَّا تقدم الجيش العبَّاسيّ وصعد الجَبَل بِمقدار ثلاثةُ فَراسِخ، ظهر لهُم الخُرَّميَّة مِن بين الصُّخور، وهجموا على العباسيين، وقد نَزَل بابَك مِن مَوْقَعِه للقِتال مع أتباعِه، وكثُر القَتْل والهَرْج، وصَمَد أبو سَعيد الطَّائيّ والطُّوسيّ وأمروا المُقاتلين بالصَّبَر، ولكن انهَزَموا وانسحبوا، ولم يبقَ إلا القليل، ورأى الطُّوسيّ اقتِتال في مكانٍ ما، فقصَدَهُم، ورأى الخُلَّص من جُنده يُقاتلون الخُرَّميَّة، وحينما رأى الخُرَّمية الطُّوسيّ، هابَهُم منظره وحُسن هَيئتِه على فرس، وهَجَموا عليه، فقاتلهُم، وقاتلوه، حتى قتل وكسر تسعة سُيوف، وحينما يأسوا من قتاله وجهًا لوجه، ضرب أحدهُم فرسِه بمزراقٍ فسقط إلى الأرْض، وأكبُّوا عليهِ واستُشْهد في المَعْركَة الدَّامية، وذلك في الخامِس والعُشْرُون مِن رَبيع الأوَّل 214 هـ / الخامِس مِن يُونيو 829 م.
وحينما وصل خَبَر اِستشْهادُه، عَظَم خَبَر مَقْتَلِه عِند الخليفةُ المأمُون، وحزن عليه. ورثاهُ العديد من الشُّعراء ومنهم الشَّاعر أبُو تمَّام، حيث يقول فيهِ قصيدةٍ طويلة قائلًا:

### فهرس المنشورات
1. ↑  القفطي (1975)، ص. 308-309.
2. ↑  ابن الأثير (2005)، ص. 922.
3. ↑  ابن الأثير (2005)، ص. 925.
4. ↑  ابن الأثير (2005)، ص. 937.
5. ↑  ابن الأثير (2005)، ص. 938.
6. 1 2  طقوش (2011)، ص. 133.
7. ↑  ابن الأثير (2005)، ص. 918.
8. ↑  طقوش (2011)، ص. 132.
9. ↑  المغلوث (2012)، ص. 113.
10. ↑  ابن الأثير (2005)، ص. 926.
11. ↑  ابن الأثير (2005)، ص. 932.
12. ↑  المغلوث (2012)، ص. 115.
13. 1 2  ابن الأثير (2005)، ص. 940.
14. ↑  الطبري (2004)، ص. 1815.
15. ↑  تمام، أبو. "كذا فليجل الخطب وليفدح الأمر - أبو تمام". الديوان. مؤرشف من الأصل في 2023-01-22. اطلع عليه بتاريخ 2024-02-17.

### فهرس الوب
1. ↑  "ص199 - كتاب أسماء المغتالين من الأشراف وأسماء من قتل من الشعراء ضمن نوادر المخطوطات - حميد بن عبد الحميد الطوسى - المكتبة الشاملة". shamela.ws. مؤرشف من الأصل في 2024-02-17. اطلع عليه بتاريخ 2024-02-17.

### معلومات المنشورات كاملة
الكتب مرتبة حسب تاريخ النشر
- جمال الدين القفطي (1975)، المحمدون من الشعراء وأشعارهم، تحقيق: رياض عبد الحميد مراد، دمشق: مجمع اللغة العربية بدمشق، OCLC:4770072887، QID:Q127059080
- محمد بن جرير الطبري (2004). تاريخ الأمم والملوك، تاريخ الطبري: طبعة مقدم لها بتوضيح في أسانيد الطبري وبيان المؤاخذات عليها، وصححت النسخة على أصح النسخ الموجودة، وخدمت بفهارس للآيات وفهارس للأحاديث، وفهارس للموضوعات. مراجعة: أبو صهيب الكرمي. عَمَّان: بيت الأفكار الدولية. ISBN:978-9957-21-152-3. OCLC:956977290. QID:Q123224476.
- ابن الأثير الجزري (2005)، الكامل في التاريخ، مراجعة: أبو صهيب الكرمي، عَمَّان: بيت الأفكار الدولية، OCLC:122745941، QID:Q123225171
- محمد سهيل طقوش (2009). تاريخ الدولة العبَّاسيَّة (ط. 7). بيروت: دار النفائس للطباعة والنشر والتوزيع. ISBN:978-9953-18-045-8. OCLC:915153412. QID:Q107182076.
- سامي المغلوث (2012). أطلس تاريخ الدولة العباسية (ط. 1). الرياض: مكتبة العبيكان. ISBN:978-603-503-187-5. OCLC:1110151554. OL:31223741M. QID:Q124269560.